# Arcuphantes pennatus
Arcuphantes pennatus är en spindelart som beskrevs av Paik 1983. Arcuphantes pennatus ingår i släktet Arcuphantes och familjen täckvävarspindlar. Inga underarter finns listade i Catalogue of Life.